# Cinnamomum subsericeum
Cinnamomum subsericeum är en lagerväxtart som beskrevs av André Joseph Guillaume Henri Kostermans. Cinnamomum subsericeum ingår i släktet Cinnamomum och familjen lagerväxter. Inga underarter finns listade i Catalogue of Life.